# Тавањако
Тавањако (итал. Tavagnacco) је насеље у Италији у округу Удине, региону Фурланија-Јулијска крајина.
Према процени из 2011. у насељу је живело 11638 становника. Насеље се налази на надморској висини од 134 м.

## Становништво
Према резултатима пописа становништва 2011. у општини је живело 14.262 становника.
| 1936. | 1951. | 1961. | 1971. | 1981.  | 1991.  | 2001.  | 2011.  |
| ----- | ----- | ----- | ----- | ------ | ------ | ------ | ------ |
| 5.732 | 6.351 | 6.723 | 8.259 | 10.323 | 11.430 | 12.374 | 14.262 |